# Municipio de Oneco
El municipio de Oneco (en inglés: Oneco Township) es un municipio ubicado en el condado de Stephenson en el estado estadounidense de Illinois. En el año 2010 tenía una población de 1331 habitantes y una densidad poblacional de 18,73 personas por km².

## Geografía
El municipio de Oneco se encuentra ubicado en las coordenadas 42°28′57″N 89°39′52″O / 42.48250, -89.66444. Según la Oficina del Censo de los Estados Unidos, el municipio tiene una superficie total de 71.08 km², de la cual 71,08 km² corresponden a tierra firme y (0 %) 0 km² es agua.

## Demografía
Según el censo de 2010, había 1331 personas residiendo en el municipio de Oneco. La densidad de población era de 18,73 hab./km². De los 1331 habitantes, el municipio de Oneco estaba compuesto por el 98,5 % blancos, el 0,3 % eran afroamericanos, el 0,15 % eran amerindios, el 0,15 % eran asiáticos, el 0,23 % eran de otras razas y el 0,68 % eran de una mezcla de razas. Del total de la población el 0,68 % eran hispanos o latinos de cualquier raza.